# S. S. Rajamouli
Koduri Srisaila Sri Rajamouli, est un réalisateur et scénariste indien qui travaille principalement dans le cinéma indien en télougou et connu pour opérer dans les genres d'action à grand spectacle.
Réalisateur de douze films, il est principalement connu pour ses films Eega (2012), le diptyque Baahubali (2015-2017) et RRR (2022), parmi les plus grands succès nationaux comme internationaux du cinéma indien; Baahubali 2 tient toujours le record avec plus de 100 millions d'entrées vendues.
Son film d'action fantasy Magadheera (2009) devient le plus gros succès du cinéma télougou à sa sortie. Eega gagne en 2012 le prix du Most Original Film au 8ème festival After Dark de Toronto, et le premier Baahubali reçoit six nominations aux Saturn Awards et le prix du Meilleur Film International. RRR devient lui phénomène mondial, en partie grâce à sa chanson "Naatu Naatu" qui reçoit l'Oscar et le Golden Globe de la meilleure chanson originale, une première pour un film indien.

## Biographie
Il est le fils du réalisateur télougou V. Vijayendra Prasad et de Raja Nandini. 

## Filmographie
- 2001 : Student No.1 (te) (స్టూడెంట్ నంబర్ 1)
- 2003 : Simhadri (te) (సింహాద్రి)
- 2004 : Sye (te) (సై)
- 2005 : Chatrapathi (te) (ఛత్రపతి)
- 2006 : Vikramarkudu (te) (విక్రమార్కుడు)
- 2007 : Yamadonga (te) (యమదొంగ)
- 2009 : Magadheera (మగధీర)
- 2010 : Maryada Ramanna (te) (మర్యాద రామన్న)
- 2012 : Eega (ఈగ)
- 2015 : La Légende de Baahubali - 1re partie (బాహుబలి)
- 2017 : La Légende de Baahubali - 2e partie (బాహుబలి 2: ది కన్ క్లూజన్)
- 2022 : RRR (రౌద్రం రణం రుధిరం)[1]